# Kandakanahalli, Chik Ballapur
Kandakanahalli là một làng thuộc tehsil Chik Ballapur, huyện Kolar, bang Karnataka, Ấn Độ.